# Geofon

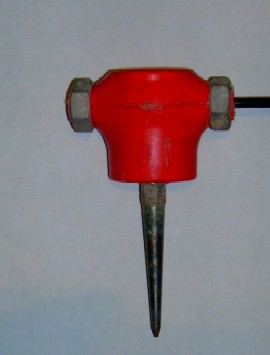
Szerokopasmowy geofon firmy Geometrics.

Geofon – urządzenie wykorzystywane w geofizyce, służące do rejestrowania drgań sejsmicznych i przetwarzania ich na impulsy elektryczne. Jest to w zasadzie rodzaj sejsmografu.
Geofon jest czujnikiem, przetwarzającym drgania podłoża (częstotliwość i amplitudę), do którego jest przytwierdzony, na napięcie elektryczne. Podstawowym elementem geofonu jest cewka oraz bezwładna masa. Dzięki zjawisku indukcji elektrycznej, wzajemne przemieszczenia cewki oraz masy powodują powstawanie na zaciskach geofonu napięcia proporcjonalnego do prędkości względnego ruchu cewki i masy. 
Z mechanicznego punktu widzenia, geofon jest wahadłem i jako taki posiada własną częstotliwość oscylacji. W związku z tym, w zależności od zastosowań, w obwód z geofonem włącza się szeregowo rezystor, dobrany tak, aby jak najbardziej stłumić drgania własne bez pogorszenia parametrów niezbędnych dla poprawnej rejestracji drgań.
Geofony są preferowane jako czujniki drgań sejsmicznych ze względu na swoją wysoką czułość, prostą budowę, wysoką odporność mechaniczną i niski poziom szumów własnych. Wysokiej klasy geofony reagują nawet na minimalne drgania podłoża, przetwarzane na napięcia rzędu mikrowoltów i oferują dynamikę przekraczającą 100 dB.
W pewnych okolicznościach wysoka czułość geofonu jest jednak utrudnieniem procesu pomiarowego, jako że powoduje rejestrację niepożądanych sygnałów, np. niesejsmiczne drgania spowodowane pracą urządzeń i hałasy dobiegające z otoczenia.